# Michail Jur'evič Bulgakov
Michail Jur'evič Bulgakov (angl. Mikhail Yuryevich Bulgakov; Kursk, 12 ottobre 1951 – 3 agosto 1984) è stato un calciatore sovietico, di ruolo attaccante.

## Carriera
Dopo aver iniziato nel Trudovye Rezervy di Kursk, nel 1970 si trasferisce allo Spartak Mosca. Veste la maglia bianco rossa per dieci stagioni, fino al 1979 quando passa allo Spartak Kostroma. Nel 1980 torna a giocare in prima divisione con la casacca del Kairat Alma-Ata, prima di terminare la carriera nel Krasnaya Presnya.
Totalizza 291 presenze e 73 reti con i club, 174 incontri e 31 marcature nella massima divisione sovietica e 6 presenze nella Coppa UEFA 1975-1976 che porta i sovietici ad affrontare AIK (2-1), Colonia (2-1) e Milan (4-2).
Durante la carriera ha conquistato due titoli con lo Spartak Mosca.

## Palmarès

### Club

#### Competizioni nazionali
- Kubok SSSR: 1

Spartak Mosca: 1971
- Pervaja Liga: 1

Spartak Mosca: 1977